# Tambakboyo (Reban)
Tambakboyo is een bestuurslaag in het regentschap Batang van de provincie Midden-Java, Indonesië. Tambakboyo telt 2398 inwoners (volkstelling 2010).